# Зарваниця (зупинний пункт)
Зарвани́ця — пасажирський залізничний зупинний пункт Тернопільської дирекції Львівської залізниці на електрифікованій лінії Тернопіль — Львів між станціями Зборів (14 км) та Золочів (8 км). Розташований між селами Зарваниця та Плугів Золочівського району Львівської області. Поруч із зупинним пунктом пролягає автошлях міжнародного значення М09.

## Пасажирське сполучення
На зупинному пункті Зарваниця зупиняються приміські електропоїзди сполученням Тернопіль — Красне / Львів.